# Galamb György
Galamb György (Nagyvárad, 1918. november 16. – Budapest, 2000. október 4.) magyar színész, bábművész. Galamb Sándor tanár, író, dramaturg fia.

## Életpályája
1937–1940 között a Színművészeti Akadémia növendéke volt. 1940-ben ösztöndíjasként csatlakozott a Nemzeti Színház társulatához. A második világháború ideje alatt haditudósító volt a keleti fronton, majd 1944 végén a Budai várban szovjet hadifogságba esett, ahonnan Uzmanyba szállították. Miután 1947-ben hazatért, nem folytathatta pályáját a Nemzeti Színháznál, így édesapja katolikus szellemiségű műveket játszó Kis Színházához került. 1951-ben az Állami Bábszínházhoz szerződött, ahol 1979-es nyugdíjazásáig dolgozott. Hős- és karakterszínész. Számottevő műfordítói tevékenységet folytatott. Haláláig a Magyar Rádió külső munkatársa volt, a zene és irodalom kapcsolatáról szóló ismeretterjesztő műsorokat szerkesztett.

## Főbb szerepei
- Márai Sándor: Kaland – Újságíró
- Edmond Rostand: A sasfiók – A szabó
- Hegedűs G.: Aladdin csodalámpája – Aladdin
- William Shakespeare: Szentivánéji álom – Theseus
- Jevgenyij Svarc: A sárkány – Sárkány

## Szinkronszerepei

### Filmek
| Év   | Cím                                                 | Szereplő                                  | Színész             | Szinkron év |
| ---- | --------------------------------------------------- | ----------------------------------------- | ------------------- | ----------- |
| 1941 | Az év asszonya                                      | N/A                                       | N/A                 | 1994        |
| 1956 | A szürke öltönyös férfi                             | N/A                                       | N/A                 | 1997        |
| 1960 | A matador                                           | N/A                                       | N/A                 | 2000        |
| 1962 | A vadnyugat hőskora (1. magyar szinkron)            | Parson Alec Harvey                        | Tudor Owen          | 1997        |
| 1963 | Úrvacsora                                           | N/A                                       | N/A                 | 1993        |
| 1971 | A pap felesége (2. magyar szinkron)                 | Monsignor Caldana                         | Augusto Mastrantoni | 1997        |
| 1971 | Hurrá, van bérgyilkosunk! (1. magyar szinkron)      | N/A                                       | N/A                 | 1990        |
| 1977 | Elveszett lélek                                     | N/A                                       | N/A                 | 1996        |
| 1979 | A pacák                                             | Hobart                                    | Maurice Evans       | 1998        |
| 1980 | Megszállás                                          | Svoboda                                   | Hugh Morton         | 1990        |
| 1982 | Egy nő azonosítása                                  | N/A                                       | N/A                 | 1992        |
| 1982 | Élő fegyver                                         | Simon Koo                                 | Peter Gee           | 1999        |
| 1983 | Doktor Detroit                                      | Bíró                                      | Parley Baer         | 1998        |
| 1986 | Elysium                                             | Menyus bácsi, festő                       | Aleksander Bardini  | 1986        |
| 1987 | Berlin felett az ég                                 | N/A                                       | N/A                 | 1993        |
| 1987 | Fényfolyó                                           | N/A                                       | N/A                 | 1991        |
| 1987 | Idegen kéz                                          | N/A                                       | N/A                 | 1993        |
| 1987 | Jane és az elveszett város                          | Churchill                                 | Richard Huggett     | 1994        |
| 1987 | Kőróka                                              | Nagyapa                                   | Buddy Ebsen         | 1990        |
| 1988 | A csodafiú                                          | Professzor                                | Qi Qiao             | 1990        |
| 1988 | Ne ébreszd fel az alvó zsarut! (1. magyar szinkron) | Az Öreg                                   | Serge Reggiani      | 1989        |
| 1990 | Az operaház fantomja 1-2.                           | N/A                                       | N/A                 | 1992        |
| 1993 | A pusztító                                          | William Smithers parancsnok               | Andre Gregory       | 1994        |
| 1993 | A szerelem hullámhosszán                            | Cliff Reed                                | Kevin O’Morrison    | 1994        |
| 1993 | A szökevény                                         | Walter Gutherie, ügyvéd                   | Dick Cusack         | 1994        |
| 1993 | Ábrahám                                             | N/A                                       | N/A                 | 1995        |
| 1993 | Apáca show 2. – Újra virul a fityula                | Maurice atya                              | Barnard Hughes      | 1994        |
| 1993 | Az ártatlanság kora                                 | Mr. Letterblair                           | Norman Lloyd        | 1994        |
| 1993 | Sivatagi lavina                                     | Woody Engstrom                            | Bert Remsen         | 1994        |
| 1994 | Jákob                                               | N/A                                       | N/A                 | 1996        |
| 1994 | Végsebesség                                         | Csapos                                    | James R. Wilson     | 1995        |
| 1994 | Végsebesség                                         | Autómosó                                  | Paul Guyot          | 1995        |
| 1994 | Végsebesség                                         | N/A                                       | N/A                 | 1995        |
| 1994 | Wyatt Earp                                          | N/A                                       | N/A                 | 1995        |
| 1995 | A cápaember                                         | Leonard Brinkstone                        | Doug Bradley        | 1996        |
| 1996 | A salemi boszorkányok                               | N/A                                       | N/A                 | 1998        |
| 1996 | A varázsige: I love you                             | Nagypapa                                  | Patrick Cranshaw    | 1999        |
| 1996 | Láncreakció                                         | N/A                                       | N/A                 | 1997        |
| 1996 | Larry Flynt, a provokátor                           | Thurgood Marshall bíró                    | James Smith         | 1997        |
| 1996 | Petárda                                             | Kumar                                     | Kumar Pallana       | 1997        |
| 1996 | Úton hazafelé 2. – Kaland San Franciscóban          | Uszkár-tulajdonos                         | Ernie Prentice      | 1996        |
| 1997 | Időszámításom előtt                                 | N/A                                       | N/A                 | 1998        |
| 1997 | James Bond 18.: A holnap markában                   | Q                                         | Desmond Llewelyn    | 1998        |
| 1998 | A Klán csapdájában                                  | N/A                                       | N/A                 | 1999        |
| 1998 | Hazug háború                                        | Annie apja                                | Peng Chaplin        | 1999        |
| 1998 | Hazug háború                                        | Elnök                                     | N/A                 | 1999        |
| 1998 | Jöttünk, láttunk, visszamennénk 2. – Az időalagút   | Eusebius, a varázsló / Monsieur Ferdinand | Pierre Vial         | 1999        |
| 1998 | Ó, azok az angolok! (1. magyar szinkron)            | Elöljáró #2                               | John Boswell        | 1999        |
| 1999 | Inferno (1. magyar szinkron)                        | Idős vásárló bácsi                        | Philip Bruns        | 1999        |
| 1999 | Nincs igazság (1. magyar szinkron)                  | Clore Cawley bíró                         | Ray Walston         | 1999        |

### Sorozatok
| Év   | Cím                         | Szereplő     | Színész        | Szinkron év |
| ---- | --------------------------- | ------------ | -------------- | ----------- |
| 1967 | Star Trek I.                | N/A          | N/A            | 1997        |
| 1991 | Agatha Christie: Poirot IV. | N/A          | N/A            | 1997        |
| 1994 | X-akták II.                 | Leo Kreutzer | Ernie Prentice | 1996        |

### Rajzfilmek
| Év        | Cím                       | Szereplő         | Színész          | Szinkron év |
| --------- | ------------------------- | ---------------- | ---------------- | ----------- |
| 1983-1987 | Hupikék törpikék III-VII. | Időapó           | Alan Oppenheimer | 1990-1994   |
| 1992      | Aladdin                   | Lámpás Szellem   | N/A              | 1993        |
| 1993      | A kis hableány II.        | Kívánság Csillag | Tony Jay         | 1995        |
| 1997      | Anasztázia                | Főudvarmester    | Arthur Malet     | 1998        |

## Magyar Rádió
- Kemény Egon – Gál György Sándor – Erdődy János: „Komáromi farsang” (1957) Daljáték 2 részben Csokonai Vitéz Mihály – Ilosfalvy Róbert, Zenthe Ferenc, Lilla – Házy Erzsébet, Korompai Vali, Deák Sándor, Gönczöl János, Berky Lili, Bilicsi Tivadar, Szabó Ernő, Hlatky László, Fekete Pál, Lehoczky Éva, Völcsey Rózsi, Gózón Gyula, Rózsahegyi Kálmán, Vendégek – Kolozs Margit, Galamb György. A Magyar Rádió Szimfonikus Zenekarát Lehel György vezényelte Zenei rendező: Ruitner Sándor Rendező: László Endre

## Diszkográfia
- Kemény Egon – Gál György Sándor – Erdődy János: „Komáromi farsang” daljáték, Breaston & Lynch Média, 2019

## Díjai, elismerései
- Kis Ezüst Vitézségi Érem (1943)
- Szocialista kultúráért (1973)